# Bolado
El bolado, sucre esponjat o esponjat era un tipus de sucre a punt de bola fort esponjat amb glaça feta de clara d'ou i sucre de llustre i un pols de crémor tàrtar. Se servia a trossos per a dissoldre amb aigua i era emprat com a refresc. Va ser molt popular abans de la introducció comercial de les begudes refrescants actuals.